# Basement Jaxx
Basement Jaxx  — британський дует у жанрі електронної танцювальної музики, створений 1994 року в Лондоні. Учасники: Саймон Реткліфф та Фелікс Бакстона. Дует грає переважно хауз-музику, випустив п'ять студійних альбомів та збірку синглів, відомий своїми реміксами пісень популярних виконавців (наприклад, Міссі Еліот та Джастіна Тімберлейка). Лауреати премій Brit Awards та Grammy Award.

## Дискографія

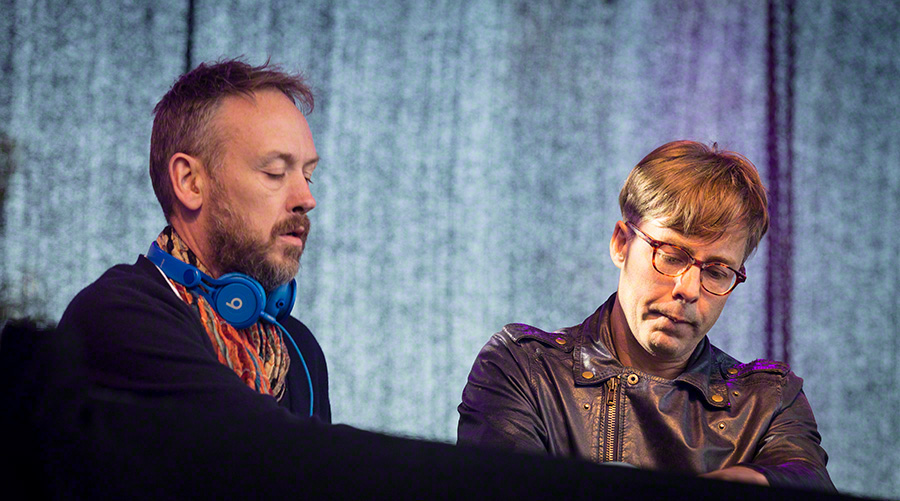
Basement Jazz, 2016

### Альбоми
- 1999: Remedy
- 2001: Rooty
- 2003: Kish Kash
- 2006: Crazy Itch Radio
- 2009: Scars
- 2009: Zephyr
- 2011: Basement Jaxx vs. Metropole Orkest

### EP
- Star/Buddy (1994)
- EP 1 (1995)
- EP 2 (1995)
- Summer Daze EP]] (1995)
- EP 3 (1996)
- Sleazycheeks EP (1996)
- Urban Haze (1997)
- Xxtra Cutz (2001)
- Span Thang EP (2001)
- Junction EP (2002)
- Unreleased Mixes (2005)
- Planet 1 (2008)
- Planet 2 (2008)
- Planet 3 (2009)

### Збірники
- 1997: Atlantic Jaxx Recordings: A Compilation
- 2000: Jaxx Unreleased
- 2005: Basement Jaxx: The Singles
- 2006: Atlantic Jaxx Recordings: A Compilation Vol. 2